# Rhomboceros
Rhomboceros es un género de polillas tortrícidas categorizado en la tribu Epitymbiini, de la subfamilia Tortricinae. Fue descrito por Edward Meyrick en 1910.

## Especies
- Rhomboceros acrographa (Diakonoff, 1953)
- Rhomboceros barbata Diakonoff, 1953
- Rhomboceros chalepa Diakonoff, 1984
- Rhomboceros ethica Diakonoff, 1953
- Rhomboceros homogama (Meyrick, 1910)
- Rhomboceros iridescens Diakonoff, 1953
- Rhomboceros nodicornis Meyrick, 1910
- Rhomboceros pulverulenta Diakonoff, 1953
- Rhomboceros rosacea Diakonoff, 1953
- Rhomboceros thelea (Diakonoff, 1953)